# Gyrinus piceolus
Gyrinus piceolus är en skalbaggsart som beskrevs av Willis Blatchley. Gyrinus piceolus ingår i släktet Gyrinus och familjen virvelbaggar. Inga underarter finns listade i Catalogue of Life.